# 극한 스포츠

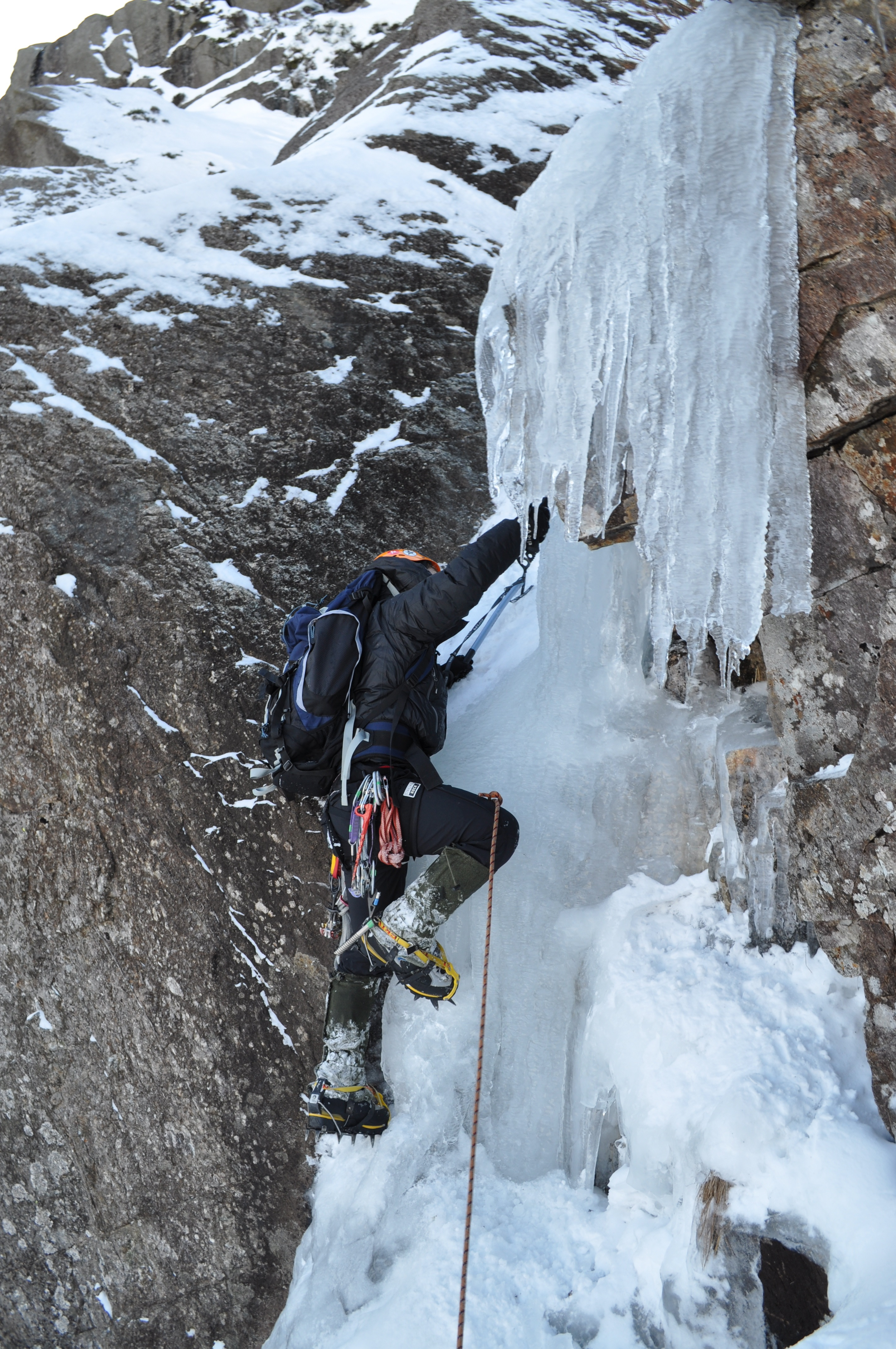
빙벽 등반

극한 스포츠(極限 - ) 또는 익스트림 스포츠(영어: extreme sports, action sports, adventure sports)는 위험 요소를 포함한 스포츠이다. 보통 속도감 있거나, 높은 곳에서 이루어지기도 하며, 고도의 신체적 능력이나 특별한 장비를 필요로 하기도 한다.
익스트림 스포츠(Exetreme Sports)라는 용어는 분명한 어원이나 유래를 찾기 힘들다. 하지만 90년대 마케팅 회사에서 X게임과 익스트림 스포츠 채널, Extreme.com이 런칭되었을 때 사용하며 인지도가 높아지기 시작했다. 론다 코헨(Rhonda Cohen)박사에 의하면, 보다 최근 연구에서 쓰이는 정의는, "참가자가 속도, 고도, 깊이, 자연적 힘과 같은 자연적 혹은 일상적이지 않은 신체 혹은 정신적 도전을 겪으며 성공적 결과를 위해 빠르고 정확한 인식을 필요로 하는 경쟁적(상대 혹은 스스로) 활동"이라고도 한다.(2012)
"익스트림 스포츠"라는 용어가 아주 다양한 활동들을 수식하기 위해 널리 사용되는 가운데, 정확히 어떤 스포츠가 '극한(익스트림)'인지는 이견이 있을 수 있다. 하지만 대다수 익스트림 스포츠에는 몇가지 특징들이 있다. 익스트림 스포츠가 꼭 젊은층의 전유물만은 아니지만, 인구통계적으로 평균 이하의 연령층이 주로 즐기는 경향이 있다. 익스트림 스포츠는 일반적인 스포츠 보다는 혼자 즐기게 되는 경향이 있다(래프팅과 페인트볼은 팀으로 이루어진다는 점에서 예외). 더불어 익스트림 운동은 코칭을 받는다기 보다는 스스로 훈련하는 경향이 있다.

## 익스트림 및 어드벤처 스포츠 목록

### 어드벤처 스포츠
- 번지 점프
- 캐니어닝
- 동굴 다이빙
- 알파인 스키
- 프리다이빙
- 프리러닝
- 스쿠터링
- 프리스타일 스키
- 빙벽 등반
- 익스트림 아이어닝
- 퍼스널 워터크래프트
- 카이트서핑
- 모토크로스
- 모터사이클 경주
- 마운틴보딩
- 등산
- 패러글라이딩
- 파쿠르
- 랠리
- 암벽등반
- 스쿠버 다이빙
- 스케이트보드
- 스키점프
- 스카이다이빙
- 스카이서핑
- 슬래클라이닝
- 스노클링
- 스노보드
- 설상차
- 서핑
- 테크니컬 다이빙
- 화산 보딩
- 웨이크보딩
- 수상스키
- 윈드서핑

### 익스트림 스포츠
- 베이스 점핑
- BMX
- 봅슬레이
- 보디보딩
- 하이다이빙
- 캐니어닝
- 동굴 다이빙
- 프리러닝
- 빙벽 등반
- 카이트서핑
- 모토크로스
- 모터사이클 경주
- 마운틴보딩
- 등산
- 파쿠르
- 랠리
- 암벽등반
- 샌드보딩
- 스케이트보드
- 스키점프
- 스카이서핑
- 슬래클라이닝
- 설상차
- 테크니컬 다이빙
- 화산 보딩
- 웨이크보딩
- 윙슈트

## 같이 보기
- X게임(영어판)